# Hur gott det är att äga sann hjärtefrid
Hur gott det är att äga sann hjärtefrid är en psalm med text av Joël Blomqvist och musik skriven 1958 av Olle Widestrand.

## Publicerad i
- Segertoner 1988 som nr 543 under rubriken "Att leva av tro - Förtröstan - trygghet".[1]